# 제309항공우주정비재생전대
제309항공우주정비재생전대(영어: 309th Aerospace Maintenance and Regeneration Group)은 미국 국군에서 운용하고 퇴역한 군용기를 모하비 사막에 보존하여 유사시 또는 정비용 부품으로 사용할 수 있게 하는 미국 공군 물자사령부의 군용기 정비전대이다.

## 역사

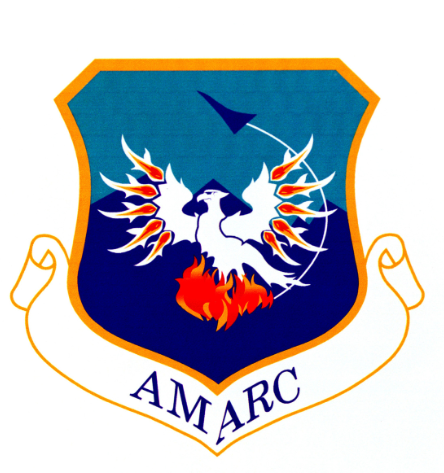
항공우주정비재생소의 문장

2012년, 제309정비단이 해체되어 물자사령부가 상위 부대가 되었다.

## 기록

### 계보
- 1964년 10월 7일 - The Military Aircraft Storage and Disposition Center
→군용기저장처분소
- 1965년 2월 1일, 창설
- 1985년 10월 1일 - Aerospace Maintenance & Regeneration Center
→항공우주정비재생소
- 2007년 5월 2일 - 309th Aerospace Maintenance & Regeneration Group
→제309항공우주정비재생전대

### 배속
- 공군군수사령부, 1964년 10월 7일
- 공군물자사령부, 1992년 7월 1일
- 제309정비단, 2007년 5월 2일
- 오그던 항공물류단지, 2012년 10월 1일 (2012년 7월 12일 일시배속)

## 같이 보기
- 파이날 에어파크